# Frederick Tymms
Frederick Tymms, né le 4 août 1889 à Tenby et mort le 9 décembre 1987 à Farnham, est un aviateur et photographe britannique. 

## Biographie
Né à Tenby, il est le fils de William Henry Tymms. Il étudie à Tenby puis au King's College de Londres.
Lors de la Première Guerre mondiale, il sert dans l'armée comme observateur dans le 5e Escadron du Royal Flying Corps jusqu'en 1918, date à laquelle il entre dans la British Aviation Mission aux États-Unis (Sempill Mission (en)). Il officie au Département de l'aviation civile du ministère de l'Air de 1920 à 1927, et dirige la section aérienne de l'expédition arctique de l'Université d'Oxford au Spitzberg en 1924. On lui doit alors de nombreux clichés photogrammétriques pris en vol à partir d'un hydravion Avro,.
Entre 1927 et 1930, il travaille au développement des routes aériennes en Afrique et en Inde, avant de devenir directeur de l'aviation civile en Inde, poste qu'il occupe de 1931 à 1942, puis directeur général de 1945 à 1947. 
Directeur général de Tata Aircraft Ltd à Bombay (1942-1943), il représente le Royaume-Uni au Conseil de l'Organisation de l'aviation civile internationale (OACI) de 1947 à 1954. Il prend sa retraite en 1955. 
Tymms a été membre fondateur de la Guilde des pilotes de l'air et a été élu maître de la guilde en 1957. Il a été président de la commission d'enquête sur l'aviation civile aux Antilles en 1960. 
Il meurt le 9 décembre. 1987.

### Vie privée
En 1913, il a épousé Matilda Sarah Crittle (« Millie »).